# Rodzima Ukraińska Wiara Narodowa

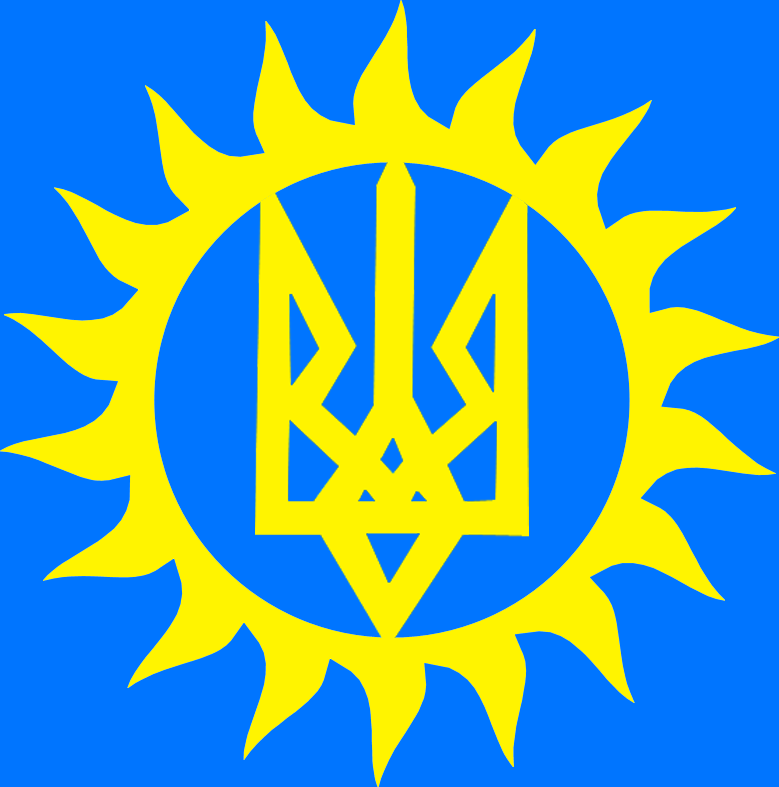
Symbol RUNWiry

Rodzima Ukraińska Wiara Narodowa (RUNWira, ukr. Ridna Ukrajinśka Nacionalna Wira) – ukraińska monoteistyczna religia neopogańska.
Za początek głoszenia RUNwiry uważa się rok 1964, gdy Lew Syłenko wydał na emigracji w Winnipeg pierwszy numer czasopisma „Ridna Wira”, w którym wyłożył podstawowe zasady nowej religii. Na okładce czasopisma po raz pierwszy umieszczono również emblemat wyznania: tryzub w otoczeniu promieni słońca.
Nauczanie religii oparte jest na tradycyjnych ukraińskich wierzeniach z czasów przedchrześcijańskich, porzucono jednak charakterystyczny dla nich politeizm. Do jednej z głównych zasad religii należy przekonanie, iż każdy naród ma prawo do własnego rozumienia boga oraz określania go swym własnym, tradycyjnym mianem. Wyznawcy RUNWiry wierzą, iż ukraińskim mianem boga jest imię Dażboh. Lew Syłenko uważany jest w kręgu wyznawców religii za proroka, a stworzona przez niego księga „Maha wira” (zawierająca odniesienia do historii Ukrainy, filozoficzne idee Syłenki oraz podstawowe dogmaty RUNWiry) pełni rolę świętego pisma.
Zasady religii zabraniają tworzenia wizerunków Dażboha. Na czele poszczególnych wspólnot religijnych stoi zarząd oraz duchowny opiekun (runtato bądź runmama), który sprawuje nabożeństwa oraz inne czynności obrzędowe (wśród których obecne są obrzędy ślubu, chrztu dziecka, pogrzebu). Święta i obrzędy nasycone są elementami kultu religijnego dawnych Słowian.
Pierwsza wspólnota Rodzimej Ukraińskiej Wiary Narodowej została zarejestrowana 3 grudnia 1966 w Chicago. Statut organizacji religijnej RUNWiry na Ukrainie zarejestrowano zaś 28 maja 1992.
Według stanu na 1 stycznia 2014 na Ukrainie działało 66 wspólnot Rodzimej Ukraińskiej Wiary Narodowej, w których nauczanie prowadziło 57 duchownych. Wyznawcy wydawali 4 periodyki poświęcone swej konfesji.

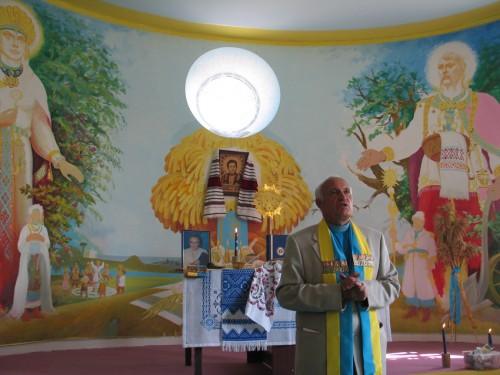
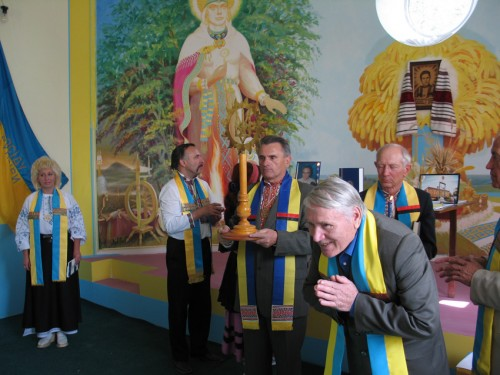
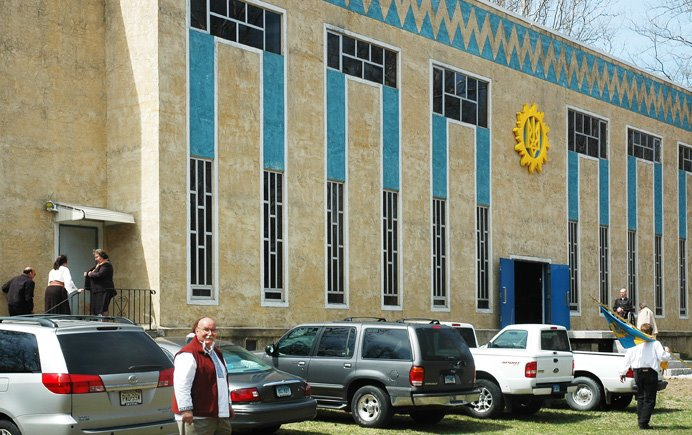
Świątynia RUNWiry w Spring Glen, Nowy Jork, USA

## Doktryna

### Przykazania RUNwiry
Podane w księdze Maha Vira
- Pojmuj i kochaj Boga na sposób rodzimy.
- Nie pokłaniaj się cudzoziemskim pojęciom Boga.
- Doskonal rozum, duszę i ciało.
- Wierz w siebie.
- Kochaj swych rodziców.
- Wychowuj swe dzieci w duchu Rodzimej Wiary.
- Szanuj duchowość swych Przodków.
- Szanuj święta Rodzimej Wiary.
- Nie zapominaj się na obczyźnie.
- Nie obmawiaj.
- Żyj dla dobra Ojczyzny.
- Bądź prawdziwym świadkiem.
- Broń swych skarbów i nie przywłaszczaj cudzych.
- Nie kochaj wrogów swego narodu - nie bądź niewolnikiem.
- Nie pozostawiaj swego przyjaciela w biedzie.
- Nie sprzeniewierzaj się.
- Kochaj dzieci swego i obcego ludu.